# Unitarna algebra
Unitarna algebra je v matematiki vrsta algebre, ki vsebuje multiplikativni nevtralni element. Takšen element je 1, ker velja 
{\displaystyle 1x=x1=x} za vse elemente {\displaystyle x\,} iz algebre.
Večina asociativnih algeber je unitarnih, če so takšni tudi kolobarji.
Večina funkcij, ki jih uporabljamo v analizi ni unitarnih.
Za dani unitarni algebri {\displaystyle A\,} in {\displaystyle B\,} je homomorfizem
{\displaystyle f:A\to B}
unitarna algebra, če preslika nevtralni element algebre {\displaystyle A\,} v nevtralni element algebre {\displaystyle B\,}